# Bertha
Bertha – serial animowany produkcji brytyjskiej stworzony przez Ivor Wooda tworzony w latach 1985-1986. Emitowany w Polsce w latach 1991-1992 w Wieczorynce. Liczy on 13 odcinków.

## Spis odcinków
| N/o            | Polski tytuł         | Angielski tytuł              |
| -------------- | -------------------- | ---------------------------- |
|                |                      |                              |
| SERIA PIERWSZA |                      |                              |
|                |                      |                              |
| 01             |                      | The Great Painting Job       |
|                |                      |                              |
| 02             |                      | The Windmills                |
|                |                      |                              |
| 03             |                      | A Mouse in the Works         |
|                |                      |                              |
| 04             |                      | The Best Machine Competition |
|                |                      |                              |
| 05             |                      | Tom Gets Lost                |
|                |                      |                              |
| 06             |                      | The Flying Bear              |
|                |                      |                              |
| 07             |                      | The Tea Nurse                |
|                |                      |                              |
| 08             |                      | More Speed, Less Work        |
|                |                      |                              |
| 09             |                      | The Big Order                |
|                |                      |                              |
| 10             |                      | The Burglars                 |
|                |                      |                              |
| 11             |                      | Bertha's Birthday Party      |
|                |                      |                              |
| 12             |                      | The Big Sneeze               |
|                |                      |                              |
| 13             | Nowy przyjaciel Toma | Tom's New Friend             |
|                |                      |                              |